# ان‌جی‌سی ۴۹۹
ان‌جی‌سی ۴۹۹ (انگلیسی: NGC 499) یک کهکشان عدسی شکل در صورت فلکی ماهی است. این کهکشان تقریباً در فاصله ۱۹۷ میلیون سال نوری از سامانه خورشیدی قرار دارد و در ۱۲ سپتامبر ۱۷۸۴ توسط ویلیام هرشل کشف شد.